# P to JK
P to JK (japonés: PとJK, Rōmaji: P to JK, también conocida como Policeman and Me), es una película japonesa estrenada el 25 de marzo de 2017.
La película está basada en el manga japonés de comedia romántica "P to JK" de Maki Miyoshi.

## Historia
Kako Motoya, es una joven de 16 años que se encuentra en su primer año de secundaria, cuando es invitada a una fiesta para adultos por su mejor amiga, finge ser de 22 años. Mientras está allí, conoce a Kota Sagano de 23 años, aunque al principio le parece que tiene un aura muy intimidante, una vez que la salva de una situación incómoda, comienzan a llevarse bien, y comienzan a sentirse atraídos el uno por el otro. 
Al día siguiente, cuando Kota descubre que en realidad tiene 16 años, su actitud hacia ella cambia y se muestra indiferente. La razón, Kota en realidad es un oficial de la policía, por lo que aunque está enamorado de Kako, sabe que no puede salir con ella.
Sin embargo cuando Kako se lastima mientras intentaba proteger a Kota, él finalmente acepta sus sentimientos y le pide a Kako que se case con él, ya que es la única forma en que puede estar con ella siendo un oficial.

## Personajes

### Personajes principales[3]
| Actor            | Personaje   | Notas                        |
| ---------------- | ----------- | ---------------------------- |
| Kazuya Kamenashi | Kota Sagano | Es un oficial de la policía. |
| Tao Tsuchiya     | Kako Motoya |                              |

### Personajes secundarios
| Actor             | Personaje        | Notas                            |
| ----------------- | ---------------- | -------------------------------- |
| Mahiro Takasugi   | Heisuke Ōkami    |                                  |
| Tina Tamashiro    | Mikado Yaguchi   |                                  |
| Daigo Nishihata   | Jirō Nagakura    |                                  |
| Rie Tomosaka      | Yoko Motoya      | Es la madre de Kako Motoya.      |
| Jun Murakami      | Seiichi Motoya   | Es el padre de Kako Motoya.      |
| Tomorowo Taguchi  | Shuichi Yamamoto |                                  |
| Aya Ōmasa         | Fumi Komori      |                                  |
| Aoba Kawai        | -                | Es la hermana de Kota Sagano.    |
| Maryjun Takahashi | -                | Es la hermana de Mikado Yaguchi. |

### Otros personajes
| Actor                  | Personaje | Notas                                |
| ---------------------- | --------- | ------------------------------------ |
| Toshiki Seto           | Ito       |                                      |
| Yūto Kobayashi         | -         |                                      |
| Takuya Matsunaga       | Okada     |                                      |
| Taishi Matsumoto       | Nishi     |                                      |
| Furuya Yoshinari       | -         |                                      |
| Noriko Eguchi          | -         |                                      |
| Yôta Kawase (川瀬陽太) | -         |                                      |
| Masao Yoshii           | -         | Es uno de los amigos de Kota Sagano. |
| Masaki Inoshita        | -         | Es uno de los amigos de Kota Sagano. |

## Producción
En mayo de 2016 se anunció una adaptación cinematográfica de acción real.
La película está basada en el manga japonés de comedia romántica "P to JK" de Maki Miyoshi, publicado el 13 de diciembre de 2012 en la revista japonesa de manga shojo "Bessatsu Friend".
Fue dirigida por Ryuichi Hiroki y Kenji Katagiri (asistente de director), quienes contaron con el apoyo del guionista Nami Yoshikawa y el escritor del manga Maki Miyoshi.
Mientras que la producción estuvo a cargo de Shingo Sekine, Takeshi Udaka, Satoko Ishida y Naoaki Kitajima, y la cinematografía fue realizada por Atsuhiro Nabeshima.
La filmación comenzó en junio del 2016 y finalizó en julio del mismo año. La película fue distribuida por la compañía de producción "Shochiku" (松竹).